# 2023년 파푸아뉴기니 지진
2023년 파푸아뉴기니 지진은 2023년 4월 3일(현지 시각) 파푸아뉴기니 동세픽주 암분티 동남동쪽 39 km 내륙에서 발생한 지진이다.

## 지질학적 환경
뉴기니섬은 오스트레일리아판과 태평양판이 충돌하는 복잡한 충돌지대 위에 얹여 있다. 뉴기니섬 전반이 이런 환경에서 특히 파푸아뉴기니 북부의 활성 지각은 후온-피니스테레스산맥 열도 암층과 오스트레일리아 대륙사면이 서로 지속적으로 충돌하면서 큰 영향을 받는다. 전반적으로 압축대는 2개의 충상단층 지대로 묶을 수 있는데, 하나는 후온-피니스테레스 암층의 서남부 경계를 이루는 라무-마르캄 단층대와, 이보다 더 서남쪽에서 오스트레일리아 대륙사면을 변형시키는 고지충상단층이 있다. 라무-마르캄 충상단층대의 분기단층들은 여러 개의 주향이동단층으로 나눠져 있다. 이 단층들의 방향이 충상단층과 평행한데 즉 이런 분기단층들도 전부 후온-피니스테레스 암반의 왜곡 응력을 받고 있음을 뜻한다. 파푸아뉴기니 북부의 지진 활동의 절대다수가 이 라무-마르캄 단층대에서 일어나며 기타 주향이동단층과 고지충상단층에서는 그보다는 매우 적게 지진이 일어난다.

## 지진
지진의 발진기구 해석 결과 경사단층으로 해석되었다. 미국 지질조사국(USGS)는 지진의 규모를 모멘트 규모 Mw7.0이라 분석했으며, GEOSCOPE 관측소는 지진의 규모를 Mw7.2, 지진의 진원 깊이는 39 km라고 분석했으며 GCMT는 지진의 규모를 Mw7.1이라 분석했다. USGS가 제공하는 PAGER 분석에 따르면 지진으로 암분티, 안고람, 웨와크, 아이타페, 포르게라, 와바그 등 인구 112만명이 수정 메르칼리 진도 계급 기준 진도 V-VII (Moderate-Very Strong)의 흔들림을 감지했다. 이웃한 인도네시아에서도 약한 흔들림을 감지해 케롬현과 자야푸라에서 진도 III (Weak)의 흔들림을, 나비레, 메라우케에서 진도 II-III (Weak)의 흔들림을 감지했다.

## 피해와 영향
동세픽주의 6개 지구 모두 지진의 피해를 입었다. 총 주택 874채가 지진으로 붕괴되거나 피해를 입었는데, 이 중 암툰티에서 52채, 웨와크에서 50채 이상, 안고람에서 542채가 붕괴되었으며 진앙 인근 23개 마을이 피해를 입었다. 지진으로 최소 8명이 사망하고, 정확한 수치는 없으나 다수의 부상자가 발생했다. 안고람에서 4명이, 얀고루에서 1명, 워세라-가위구에서 2명이, 웨와크에서 1명이 사망했다. 코로구 마을에서는 주택 3채가 붕괴되고 다수의 부상자가 발생했다. 피해 지역에서는 산사태 발생도 보고되었으며 진앙 바로 근처에 있는 참브리 호수에서는 매우 큰 지반 균열도 관측되었다. 진앙 서남쪽의 카라와리에서는 2명이 부상을 입고 주택 178채가 붕괴되었다. 카람비트에서는 주택 3채가 파괴되었다. 이웃한 엥가주와 서부하일랜즈주에서도 경미한 피해가 보고되었다.

## 같이 보기
- 파푸아뉴기니의 지진 목록
- 2023년 지진